# Polykarp Kusch
Polykarp Kusch (26.01.1911 – 20.3.1993) là nhà vật lý người Mỹ gốc Đức đã đoạt Giải Nobel Vật lý năm 1955 chung với Willis Lamb cho việc xác định chính xác của ông là mômen lưỡng cực từ của điện tử lớn hơn giá trị lý thuyết của nó, do đó dẫn đến việc xem xét lại và đổi mới trong Điện động lực học lượng tử (quantum electrodynamics).

## Cuộc đời và Sự nghiệp
Kusch theo gia đình sang sống ở Hoa Kỳ từ năm 1912 và học ở miền Trung Tây. Lúc bắt đầu học đại học, ông định học Hóa học, nhưng đã sớm thay đổi ý định và chuyển sang học Vật lý học. Ông đậu bằng cử nhân vật lý năm 1931 ở Đại học Case Western Reserve, bằng thạc sĩ ở Đại học Illinois năm 1933 và bằng tiến sĩ năm 1936. 
Từ năm 1937 Kusch đã cộng tác với Phân khoa Vật lý của Đại học Columbia ở thành phố New York - ngoại trừ mấy năm gián đoạn trong thời Chiến tranh thế giới thứ hai. Trong những năm đó, ông nghiên cứu và phát triển các máy phát sóng vi ba tại "Tổng công ty Westinghouse Electric", "Bell Telephone Laboratories" và ở Đại học Columbia. Việc nghiên cứu và thí nghiệm này không chỉ quan trọng cho sự hiểu biết của ông về các phương pháp sóng vi ba, mà còn đề xuất việc áp dụng các kỹ thuật đặc biệt của công nghệ ống chân không (vacuum tube) vào những vấn đề khó khăn trong Vật lý ứng dụng.
Kusch làm giáo sư vật lý ở Đại học Columbia từ năm 1949. Từ những ngày đầu tiên của mình ở Đại học Columbia, ông đã cộng tác mật thiết với Giáo sư Isidor Isaac Rabi trong chương trình nghiên cứu các đặc tính của nguyên tử, phân tử và hạt nhân cùng các hiện tượng bằng phương pháp của các chùm phân tử. Nghiên cứu của ông tập trung chủ yếu vào những chi tiết nhỏ của những tác động qua lại giữa các hạt cấu tạo thành nguyên tử và phân tử với nhau và với trường ứng dụng bên ngoài. Việc thiết lập trong thực tế mômen lưỡng cực từ bất thường của điện tử và việc xác định chính xác cường độ của nó là một phần của chương trình nghiên cứu chuyên sâu về các chùm nguyên tử và phân tử ở thời hậu chiến.
Trong thời gian giảng dạy ở Đại học Columbia, ông đã làm giáo sư giám sát cho tiến sĩ Gordon Gould, người phát minh ra Laser.
Phần lớn sự nghiệp của ông là làm giáo sư ở Đại học Columbia tại thành phố New York,và làm phó giám đốc điều hành trường đại học này trong nhiều năm, trước khi chuyển sang Đại học Texas tại Dallas mới thành lập.

## Đời tư
Kusch kết hôn với Edith Starr McRoberts (chết năm 1959). Họ có ba người con gái. Ông lại kết hôn với Betty Pezzoni năm 1960.

## Giải thưởng & Vinh dự
- Tiến sĩ danh dự (khoa học) của các Đại học Case Western Reserve, Đại học bang Ohio, Đại học Illinois và Colby College.
- Giải Nobel Vật lý năm 1955 (chung với Willis Lamb)
- Viện sĩ Viện Hàn lâm Khoa học quốc gia Hoa Kỳ năm 1956
- Một phòng ngủ tập thể cho sinh viên ở Đại học Case Western Reserve được đặt theo tên ông (gọi là Kusch House trên đường Carlton ở Cao nguyên Cleveland).